# Université d'État Sam Houston
L'université d'État Sam Houston (en anglais : Sam Houston State University, SHSU ou Sam) est une université américaine située à Huntsville au Texas. L'université porte le nom de l'un des pères fondateurs de l'État du Texas, Samuel Houston.

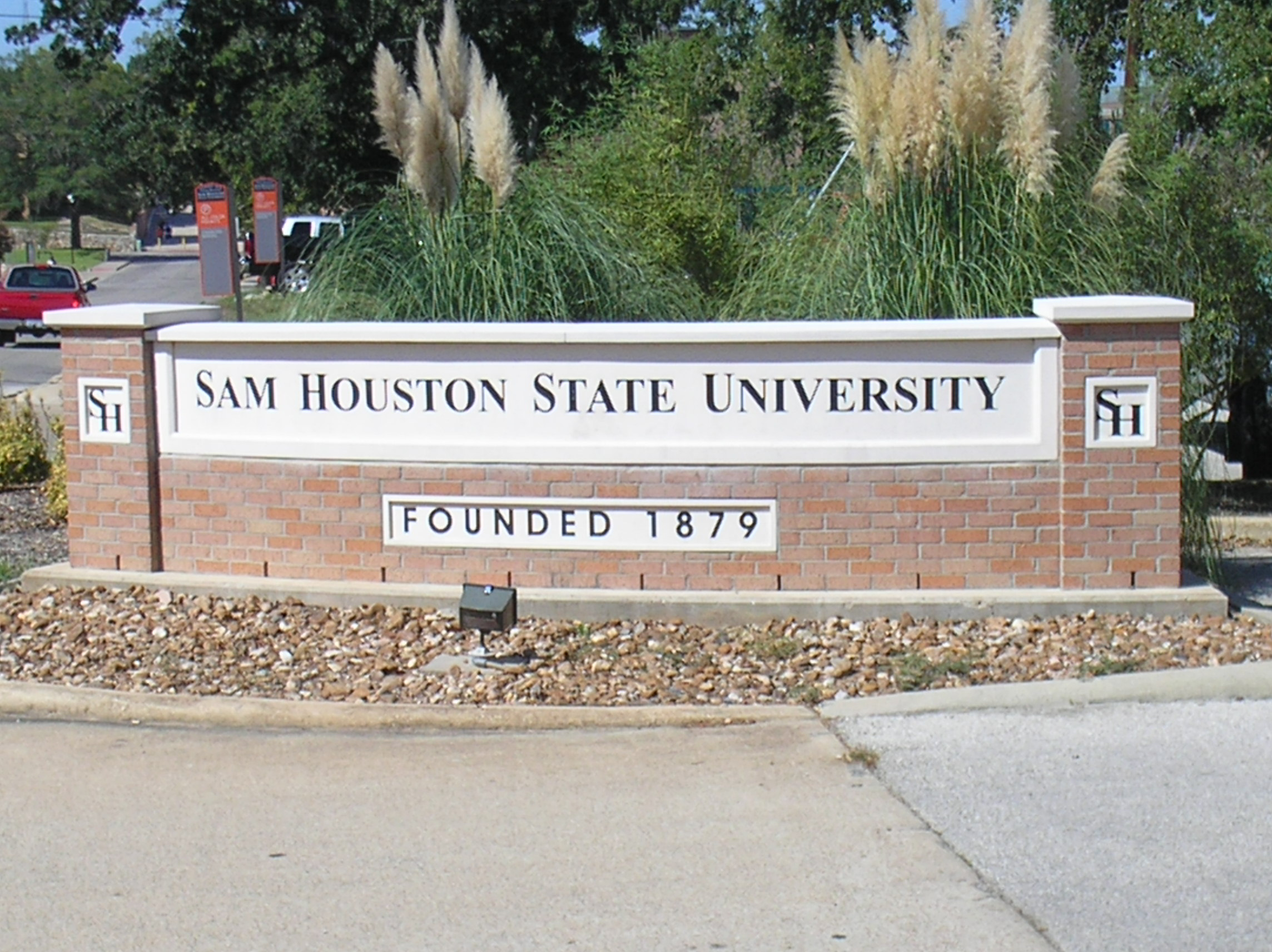
Entrée de l'université d'État Sam Houston.

## Sports
L'université est présente dans de nombreux sports sous le nom de Bearkats de Sam Houston en National Collegiate Athletic Association, les équipes sont membres de la Conference USA jusqu'au 1er juillet 2024.

## Personnalités liées à l'établissement
- Anne Ector Pleasant (1878-1934) a passé sa licence dans cet établissement avant de commencer sa carrière d'enseignante au Texas puis en Louisiane.

## Source
- (en) Cet article est partiellement ou en totalité issu de l’article de Wikipédia en anglais intitulé « Sam Houston State University » (voir la liste des auteurs).